# Hannah More
Hannah More (Fishponds, 2 febbraio 1745 – Clifton, 7 settembre 1833) è stata una scrittrice e filantropa inglese.
Si può dire che si sia fatta tre reputazioni nel corso della sua lunga vita: come poetessa e drammaturga nella cerchia di Johnson, Reynolds e Garrick, come scrittrice su argomenti morali e religiosi e come filantropa.
Insegnò in una scuola fondata da suo padre, prima di iniziare la carriera di commediografa. Frequentò l'élite letteraria di Londra, divenendo uno dei principali membri del Circolo delle Blue Stockings. Le sue opere teatrali e poesie divennero più evangeliche ed entrò a far parte di un gruppo di attivisti contro la schiavitù. Negli anni 1790 scrisse diversi Cheap Repository Tracts che riguardavano temi morali, religiosi e politici, per la vendita o la distribuzione a poveri alfabetizzati. Ciò coincise con la sua crescente opera filantropica nella zona di Mendip, incoraggiata da William Wilberforce, che prevedeva l'istituzione di scuole locali.

## Biografia
Nata a Fishponds, nella parrocchia di Stapleton, vicino a Bristol, Hannah More era la quarta, delle cinque figlie, di Jacob More (1700-1783), un educatore di Harleston proveniente da una famiglia di salde convinzioni presbiteriane, ma che era divenuto un membro della Chiesa d'Inghilterra. All'inizio intendeva seguire la carriera ecclesiastica, ma dopo la delusione di aver perso una causa su una tenuta che aveva sperato di ereditare, si trasferì a Bristol dove divenne un agente delle imposte e successivamente docente alla scuola pubblica di Fishponds.
Erano una famiglia unita e le sorelle vennero istruite dal padre, imparando latino e matematica: Hannah venne istruita anche dalle sue sorelle maggiori, grazie alle quali imparò il francese. La sua conversazione francese migliorò, con il passare del tempo, tramite i prigionieri di guerra francesi durante la guerra dei sette anni. Era desiderosa di imparare e possedeva un intelletto molto acuto, studiava assiduamente e, secondo la tradizione di famiglia, iniziò a scrivere in tenera età.
Nel 1758 il padre Jacob fondò un collegio femminile a Trinity Street a Bristol, gestito dalle sorelle maggiori, Maria ed Elisabetta, mentre lui e la moglie si trasferirono a Stony Hill, in città, per aprire una scuola per ragazzi. Hannah divenne allieva quando aveva dodici anni e insegnò poi presso la scuola nella sua prima età adulta.
Nel 1767 Hannah cedette la sua quota nella scuola dopo essersi fidanzata con William Turner di Tyntesfield, Somerset, che aveva conosciuto quando aveva iniziato a insegnare ai suoi cugini. Dopo sei anni il matrimonio non aveva ancora avuto luogo e Turner sembrava riluttante a stabilire una data, e nel 1773 l'impegno venne sciolto; sembra che, in conseguenza di ciò, Hannah abbia subito un esaurimento nervoso e trascorse qualche tempo ad Uphill, nei pressi di Weston-super-Mare, recuperando lo stato di salute. Come compenso, Hannah More fu indotta ad accettare una rendita di 200 sterline da Turner. Ciò le diede tempo libero per l'attività letteraria e nell'inverno del 1773-1774 andò a Londra in compagnia delle sue sorelle, Sarah e Marta - il primo di molti di questi viaggi che fece con cadenza annuale. Alcuni versi che aveva scritto, sulla versione di David Garrick di Re Lear, la portarono a conoscere il celebre attore e drammaturgo.

### Opere teatrali
I primi sforzi letterari di Hannah More furono drammi pastorali, scritti mentre insegnava presso la scuola e adatti alla recitazione di giovani donne, prima di scrivere, nel 1762, The Search after Happiness (La ricerca della felicità); a metà degli anni 1780 oltre 10 000 copie erano state vendute. Metastasio fu uno dei suoi primi modelli letterari; sulla sua opera Attilio Regolo basò il suo dramma, The Inflexible Captive.
Tentò di entrare nell'élite letteraria di Londra, nella quale erano compresi Samuel Johnson, Joshua Reynolds ed Edmund Burke. Secondo le fonti, Johnson le avrebbe detto: "Signora, prima di lusingare un uomo così grossolanamente con il suo viso, dovrebbe considerare se valga la pena di avere le sue lusinghe." In seguito sarebbe stata citata come "la più bella poetessa in lingua inglese". Divenne anche uno dei membri di spicco del Circolo delle Blue Stockings, ovvero delle donne che esercitavano una conversazione gentile e interessi letterari e intellettuali, che frequentavano il salotto di Elizabeth Montagu, dove incontrò e conobbe Frances Evelyn Boscawen, Elizabeth Carter, Elizabeth Vesey e Hester Chapone, alcune delle quali divennero sue amiche per tutta la vita. In seguito scrisse una celebrazione arguta dei suoi amici e del circolo a cui appartenevano, nella sua poesia del 1782 The Bas Bleu, or, Conversation, pubblicata nel 1784.
Garrick scrisse il prologo e l'epilogo per la tragedia di Hannah More, Percy, che fu rappresentata con grande successo al Covent Garden nel dicembre 1777. Percy fu ripresa nel 1785 con Sarah Siddons al teatro Drury Lane. Una copia di Percy venne trovata tra le carte di Mozart nel 1791. Un altro dramma, The Fatal Falsehood, venne rappresentato nel 1779, dopo la morte di Garrick, ma ebbe minor successo e come conseguenza del fallimento ella non scrisse più per il teatro, anche se una tragedia dal titolo The Inflexible Captive fu pubblicata nel 1818. Nel 1781 incontrò per la prima volta Horace Walpole, "uomo di lettere" e storico dell'arte, con il quale iniziò una lunga corrispondenza. A Bristol scoprì la poetessa Ann Yearsley e, quando la Yearsley divenne indigente, raccolse una notevole somma di denaro a suo favore. Lactilia, come la Yearsley era chiamata, pubblicò Poems, on Several Occasions nel 1785, guadagnando circa 600 sterline. La More e Montagu tennero i profitti in gestione fiduciaria per proteggerli dal marito della Yearsley. Ann Yearsley desiderava invece ricevere il capitale e fece insinuazioni di appropriazione indebita contro la More, costringendola a consegnarle il denaro. Questi fallimenti letterari e sociali causarono il ritiro della More dagli ambienti intellettuali di Londra.

## Moralista evangelica
Negli anni 1780 Hannah More divenne amica di James Edward Oglethorpe, che si era a lungo interessato al problema della schiavitù come questione morale e che stava lavorando con Granville Sharp a un primo progetto abolizionistico. La More pubblicò Sacred Dramas, nel 1782, che raggiunse rapidamente diciannove edizioni. Questo e i poemi Bas-Bleu e Florio (1786) marcarono la sua graduale transizione a più serie visioni della vita, che vennero più compiutamente espresse in prosa, nei suoi Thoughts on the Importance of the Manners of the Great to General Society (1788) e An Estimate of the Religion of the Fashionable World (1790). Da questo momento fu molto legata a William Wilberforce e Zachary Macaulay, con le cui visioni evangeliche era in sintonia. Pubblicò una poesia sulla schiavitù, nel 1788, e fu amica, per molti anni, di Beilby Porteus, vescovo di Londra e capo abolizionista, che la condusse nel gruppo di attivisti di primo piano contro la schiavitù come Wilberforce, Charles Middleton e James Ramsay, con sede presso Teston in Kent.
Nel 1785 acquistò una casa, a Cowslip Green vicino a Wrington, nel nord del Somerset, dove si stabilì con la sorella Marta, per una vita di campagna, e scrisse molti libri etici e trattati: Strictures on the Modern System of Female Education (1799), Hints towards Forming the Character of a Young Princess (1805), Coelebs in Search of a Wife, Practical Piety (1811), Christian Morals (1813), Character of St Paul (1815) e Moral Sketches (1819).
Le sue opere erano discorsive, animate e non formali. L'originalità e la forza dei suoi scritti forse spiega la sua straordinaria popolarità.
Agli ordini di Porteus, scrisse molte rime vivaci e racconti in prosa, la prima delle quali fu Village Politics, by Will Chip (1792), destinato a contrastare le dottrine di Thomas Paine e l'influenza della Rivoluzione francese.
La More divenne una ferma oppositrice della Bristol slave trade (Tratta degli schiavi di Bristol) nel tardo XVIII secolo.
Il successo di Village Politics indusse la More e Porteus a iniziare la serie di Cheap Repository Tracts, che nel periodo 1795-1797 venne prodotta al ritmo di tre al mese.
Forse il più famoso di questi è The Shepherd of Salisbury Plain, che descrive una famiglia frugale e appagata.
Questo fu tradotto in diverse lingue. In un anno vennero distribuiti due milioni di copie di questi "schizzi rapidi", insegnando ai poveri, con retorica della più geniale familiarità, di far valere le virtù dei contenuti, la sobrietà, l'umiltà, l'industriosità, il rispetto per la Costituzione britannica, l'odio per i francesi, la fiducia in Dio e nella gentilezza del signori.

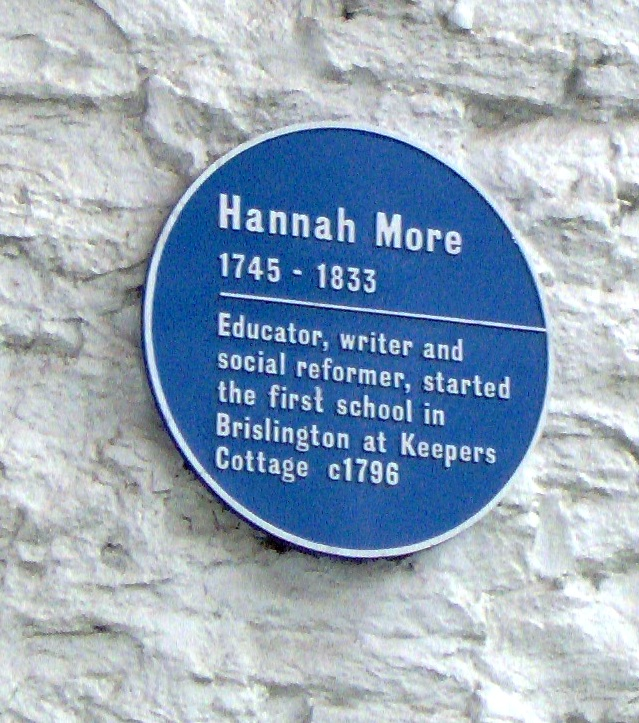
Placca Blu sulla parete del Keepers Cottage, Brislington.

Rimase sconvolta dai passi avanti fatti dall'istruzione femminile in Francia, dicendo che "corrono per studiare filosofia, e trascurano che le loro famiglie siano presenti alle lezioni di anatomia".

## Filantropa
Nel 1785 Hannah More si era trasferita in una residenza di campagna nel Somerset, "per scappare gradualmente dal mondo". La scuola di Wedmore ricevette forti opposizioni dalle locali autorità, che fecero una petizione al Dean della cattedrale di Wells per la sua rimozione dall'incarico.
John Scandrett Harford di Blaise Castle fu un grande benefattore della scuola della More negli anni 1790, ed ella modellò gli ideali di eroe e di eroina sul signore e la signora Harford in Coelebs in Search of Wife (1809). Rifiutò di leggere Rights of Women di Mary Wollstonecraft, dicendo "tante donne sono appassionate di governo ... perché non sono adatte a questo. Essere instabile e capricciosa è una caratteristica del nostro sesso".
Nel 1816, la More disse che "la pace con la Francia [è] ... un male peggiore della guerra" dopo la battaglia di Waterloo, e rifiutò di permettere una traduzione in francese di Coelebs. Rifiutò la nomina a membro onorario della Royal Society of Literature perché considerava il suo "sesso solo una squalifica".
Nei tardi anni 1780, Hannah e Martha More realizzarono opere filantropiche a Mendip, seguendo gli incoraggiamenti di Wilberforce, che aveva visto le pessime condizioni della gente del posto quando visitò Cheddar nel 1789. Lei fu determinante nella creazione di dodici scuole, negli anni 1800, dove veniva eseguita la lettura della Bibbia e insegnato il catechismo ai bambini del luogo. Donò anche soldi al vescovo Philander Chase per la fondazione del Kenyon College, e un suo ritratto si trova nella Peirce Hall.
Le sorelle More incontrarono notevole opposizione alle loro opere: i contadini pensavano che l'istruzione, anche nella misura limitata di imparare a leggere, sarebbe stata fatale per l'agricoltura e il clero le accusò di tendenze metodiste. Nella sua vecchiaia, filantropi giunsero in pellegrinaggio da tutte le parti, per vedere la luminosa e amabile vecchia signora, e lei mantenne tutte le sue facoltà fino a due anni dalla morte. Trascorse gli ultimi cinque anni della sua vita a Clifton e morì il 7 settembre 1833. Venne sepolta nella Chiesa di Tutti i Santi a Wrington e un suo busto, con quello di John Locke, si trova nel portico sud.

## Eredità
Diverse scuole locali e l'Accademia Hannah More di Reisterstown portano il suo nome. L'Hannah More Primary School venne costruita nell'Old Market di Bristol negli anni 1840. Un'immagine della More venne usata, nel 2012, per la coniazione del Bristol Pound, valuta locale. L'Hannah More Close di Wrington porta il suo nome.
La reputazione della More non fu sempre positiva - Augustine Birrell, nella sua opera del 1906, Hannah More Once More dice di aver seppellito nel suo giardino, con disgusto, tutti i 19 volumi delle sue opere.

## Archivi
Lettere scritte, ricevute e su Hannah More si trovano nei Bristol Archives, compresa una di William Wilberforce.
Una più grande collezione di documenti relativi ad Hannah More si trova presso la British Library Manuscript Collections, Longleat, Newport Central Library, Bodleian Library, Cambridge University: St John's College Library, Victoria and Albert Museum, Bristol Reference Library, Cambridge University Library, The Women's Library, Gloucestershire Archives, e National Museums Liverpool: Maritime Archives and Library.